# Liste der Bodendenkmale in Dippoldiswalde
In der Liste der Bodendenkmale in Dippoldiswalde sind die Bodendenkmale der Gemeinde Dippoldiswalde und ihrer Ortsteile nach dem Stand der Auflistung von Harald Quietzsch und Heinz Jacob aus dem Jahr 1982 aufgelistet. Eventuelle Änderungen und Ergänzungen, insbesondere aus der Zeit nach der Wende, sind nicht berücksichtigt, da für Sachsen aktuell keine neueren allgemein zugänglichen Bodendenkmallisten vorliegen. Die Baudenkmale sind in der Liste der Kulturdenkmale in Dippoldiswalde aufgeführt.
| Denkmal-ID | Fundart            | Ortsteil       | Bezeichnung | Zeitstellung    | Lage | Bemerkungen | Bild |
| ---------- | ------------------ | -------------- | ----------- | --------------- | --- | --- | ---- |
| ?          | Befestigung > Burg | Dippoldiswalde | Wehranlage  | Mittelalter     | südwestlicher Altstadtrand, Schlossbereich, über dem Weißeritztal                                        | überbaute und veränderte Kantenbefestigung mit Rest eines Halsgrabens, sonst keine oberflächlich erhaltenen Merkmale |      |
| ?          | besonderer Stein   | Obercarsdorf   | Steinkreuz  | Spätmittelalter | nördlich des Orts, östlich am Weg nach Dippoldiswalde                                                    | Schutz seit 10. Mai 1972                                                                                             |      |
| ?          | besonderer Stein   | Oberhäslich    | Steinkreuz  | Spätmittelalter | nordwestlich des Orts, südlich der Straße nach Malter                                                    | Säbeleinzeichnung (Krummschwert), Schutz seit 10. Mai 1972                                                           |      |
| ?          | Befestigung > Burg | Reinholdshain  | Wasserburg  | Mittelalter     | mittlerer Ortsteil, südlich des Straßenabzweigs nach Dippoldiswalde                                      | Graben teilweise beseitigt, Schutz seit 25. September 1961                                                           |      |
| ?          | besonderer Stein   | Reinholdshain  | Steinkreuz  | Spätmittelalter | mittlerer Ortsteil, westsüdwestlich der Straße nach Glashütte, beim Straßenabzweig nach Reinhardtsgrimma | Schutz seit Mai 1972                                                                                                 |      |
| ?          | besonderer Stein   | Ulberndorf     | Steinkreuz  | Spätmittelalter | östlich des Orts, östlich in der Böschung der Straße von Elend nach Oberfrauendorf                       | auf der Flurgrenze mit Niederfrauendorf, gekreuzte Schwerter und Striche eingeritzt, Schutz seit 10. Mai 1972        |      |